# 4 Brygada Kawalerii Pancernej
4 Suwalska Brygada Kawalerii Pancernej im. gen. bryg. Zygmunta Podhorskiego – jednostka wojsk pancernych Sił Zbrojnych Rzeczypospolitej Polskiej.
Dowództwo brygady pełniło jednocześnie funkcję dowództwa garnizonu Orzysz.

## Formowanie i zmiany organizacyjne
Sformowana w czerwcu 1995 w Orzyszu jako jednostka 15 Dywizji Zmechanizowanej. Brygadę organizowano w koszarach, które zajmowała wcześniej 32 Brygada Rakiet Operacyjno-Taktycznych i Ośrodek Szkolenia Specjalistów WRiA.
W składzie brygady był batalion zmechanizowany, który większość swoich sił wydzielał do Litewsko-Polskiego Batalionu Sił Pokojowych.
W 2000 brygada została włączona w skład 1 Dywizji Zmechanizowanej. W wyniku kolejnych zmian restrukturyzacyjnych w Wojsku Polskim brygadę rozformowano. Ostatecznie brygada przestała istnieć 1 stycznia 2001.
Sztandar przekazany został do Muzeum Wojska Polskiego w Warszawie.
W koszarach brygady, do czerwca 2008, był rozlokowany Litewsko-Polski Batalion Sił Pokojowych a aktualnie zajmują je pododdziały 15 Brygady Zmechanizowanej.

## Tradycje
Dla zachowania w pamięci bohaterskich czynów jednostek kawalerii II Rzeczypospolitej, Minister Obrony Narodowej polecił 4 Brygadzie Kawalerii Pancernej w Orzyszu przejąć dziedzictwo i z honorem kontynuować tradycje oddziałów 4 Suwalskiej Brygady Kawalerii:
- 3 Pułku Szwoleżerów Mazowieckich im. płk. Jana Kozietulskiego
- 1 Pułku Ułanów Krechowieckich im. płk. Bolesława Mościckiego
- 2 Pułku Ułanów Grochowskich im. gen. Józefa Dwernickiego
- 3 Pułku Strzelców Konnych im. Hetmana Wielkiego Koronnego Stefana Czarnieckiego (z Nowogródzkiej Brygady Kawalerii)
- 4 dywizjonu artylerii konnej

Doroczne święto brygada obchodziła 11 września.

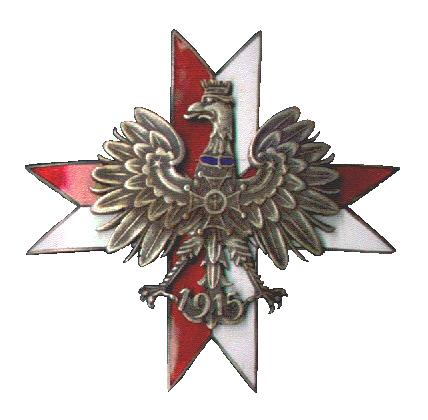
1 pułk Ułanów Krechowieckich
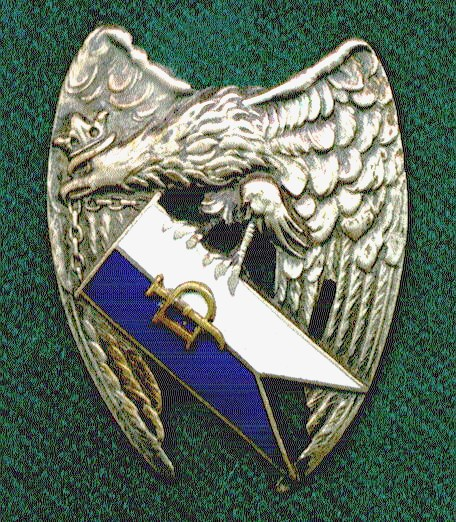
2 pułk Ułanów Grochowskich
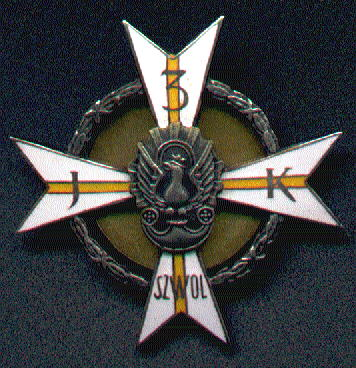
3 pułk Szwoleżerów Mazowieckich
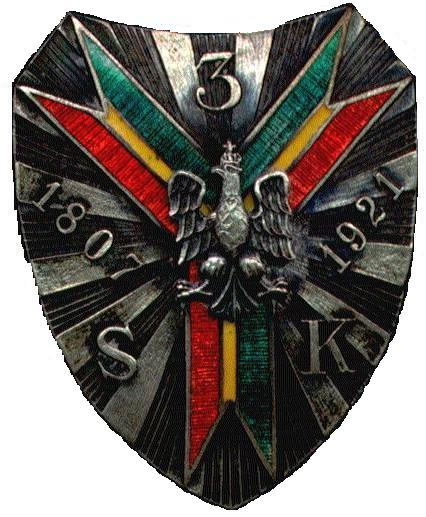
3 pułk strzelców konnych
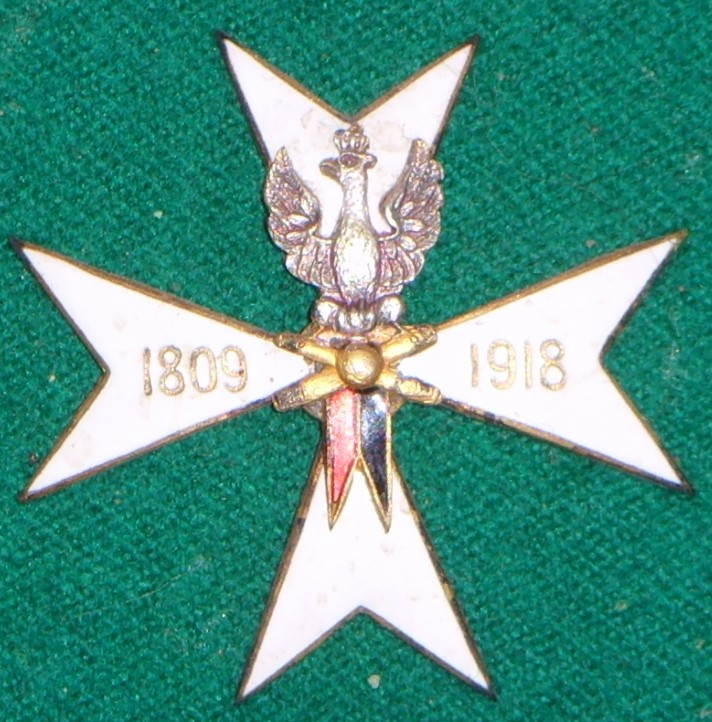
4 dywizjon artylerii konnej

## Sztandar i odznaka i hymn brygady
15 lipca 1996 Szef Sztabu Generalnego gen. Tadeusz Wilecki, na polach Grunwaldu, wręczył dowódcy brygady ppłk. Kazimierzowi Pałaszowi sztandar. Rodzicami chrzestnymi sztandaru byli: rtm. Winogrodzki – żołnierz 1 Pułku Ułanów Krechowieckich PSZ na Zachodzie i Pani Maria Bobińska z d. Podhorska – córka patrona brygady – działaczka organizacji "Rodzina Krechowiecka". Sztandar ufundowało społeczeństwo Orzysza, w tym rodziny kadry zawodowej brygady.
Sztandar wykonany jest zgodnie z wzorem zawartym w ustawie o znakach Sił Zbrojnych z 19.02.1993
Pomiędzy ramionami krzyża kawalerskiego, w polach wieńców wawrzynu cyfra 4 – numer brygady.
Symbole umieszczone w wieńcach wawrzynu na odwrotnej stronie płata sztandaru podkreślają kontynuowane przez brygadę tradycje:
- w prawym górnym wieńcu wawrzynu wizerunek odznaki 1 Pułku Ułanów Krechowieckich
- w prawym dolnym wieńcu wawrzynu wizerunek odznaki 3 Pułku Szwoleżerów Mazowieckich
- w lewym dolnym wieńcu wawrzynu wizerunek odznaki 3 Pułku Strzelców Konnych
- w lewym górnym wieńcu wawrzynu wizerunek odznaki 2 Pułku ułanów Grochowskich

Na puszce głowicy od strony czołowej umieszczono napis: "SBKP" – skrót nazwy "Suwalska Brygada Kawalerii Pancernej".
Odznaka brygadowa – jest wykonana w formie krzyża ułożonego z proporczyków, między którymi umieszczone są fragmenty skrzydeł husarskich w kolorze stalowym. Emaliowane proporce są w kolorze barw pułków, których tradycje brygada kultywowała. W centrum krzyża nałożony srebrny orzeł państwowy, na którego piersiach umieszczono czarno-pomarańczową tarczę z numerem brygady -4-, na skrzydłach krzyża zaś litery SBKP. Odznaka nawiązywała do kształtu odznaki 1 Pułku Ułanów Krechowieckich z 1921 roku.
Odznakę zaprojektował kpt. Jacek Kowalski.

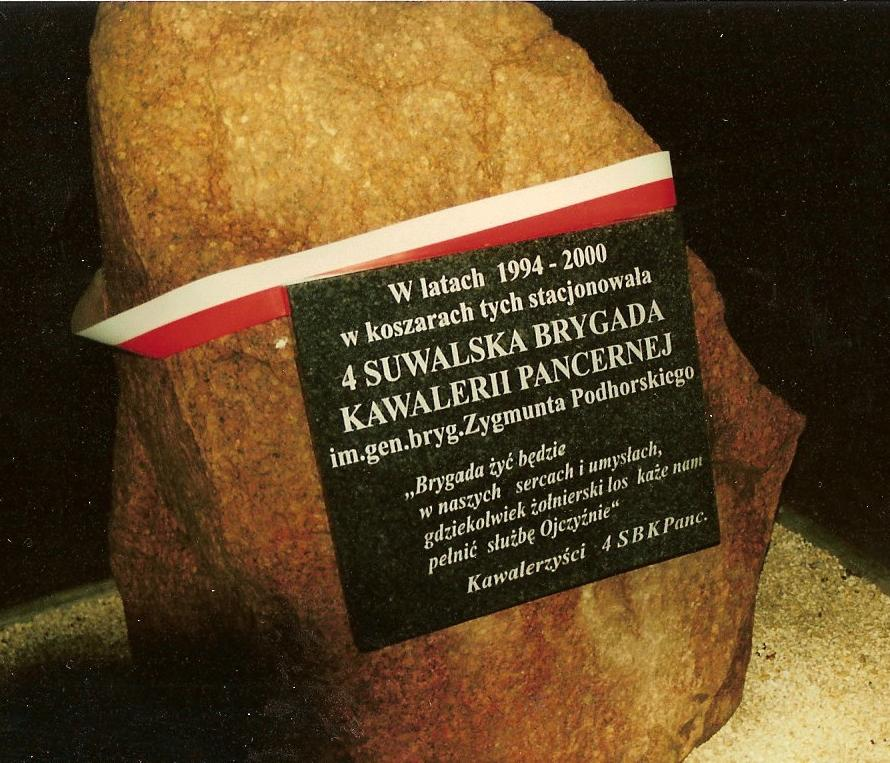
Kamień pamiątkowy

Hymn brygady
To trąbki głos z ułanem szedł do boju,
Cudowny dźwięk to honor, sława, cześć
Wiec każdy z nich się nie bał trudu, znoju.
By tej tradycji sławę nieść.
Refren:
To brygada kawalerii
To pancerna czwarta jest wśród nas
Duch bojowy starej gwardii towarzyszy ciągle nam,
Ruszaj brygado, ruszaj w nowe dni,
Szarża ułańska niech się tobie śni,
Czwarta pancerna to ułańska brać,
Zwycięży wroga, trzeba się jej bać!
Cudowna jest naszego kraju przeszłość
cudowny śpiew na wojnie wzniecał sny.
Śpiewali ją ojcowie wciąż nad Wisłą
i powtarzamy ja dzisiaj my.
Refren...
Nasze szwadrony wyruszają w świat
I niechaj w drodze śpiewa z nami wiatr
Bo dla ułana to zwykła rzecz
Aby ze sobą piosenkę mieć.
Refren...

## Struktura organizacyjna
- dowództwo i sztab
- batalion dowodzenia – dowódca – kpt. Mirosław Sadowski
- 1 batalion czołgów – dowódca – kpt. Krzysztof Krakowski
- 2 batalion czołgów – dowódca – kpt. Jerzy Cygroń
- 3 batalion czołgów – dowódca – mjr Wojciech Ganuszko
- batalion zmechanizowany (Litpolbat) dowódca – ppłk Zbigniew Sikora
- dywizjon artylerii samobieżnej – dowódca – mjr Jarosław Rutkowski
- dywizjon artylerii przeciwlotniczej (stacjonował w Bemowie Piskim) – dowódca – por. Arkadiusz Korniowski
- kompania rozpoznawcza – dowódca – por. Artur Pieńkowski
- kompania saperów
- kompania zaopatrzenia – dowódca – por. Krzysztof Zakrzewski
- kompania remontowa – dowódca – por. Marcin Warda
- kompania medyczna – dowódca – kpt. Tadeusz Wilk

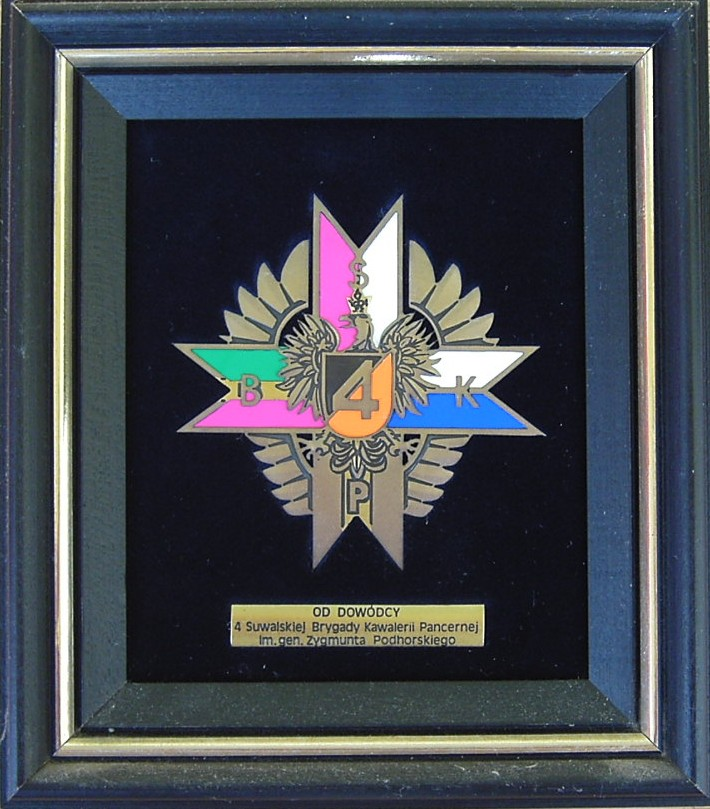
Dowództwo i sztab
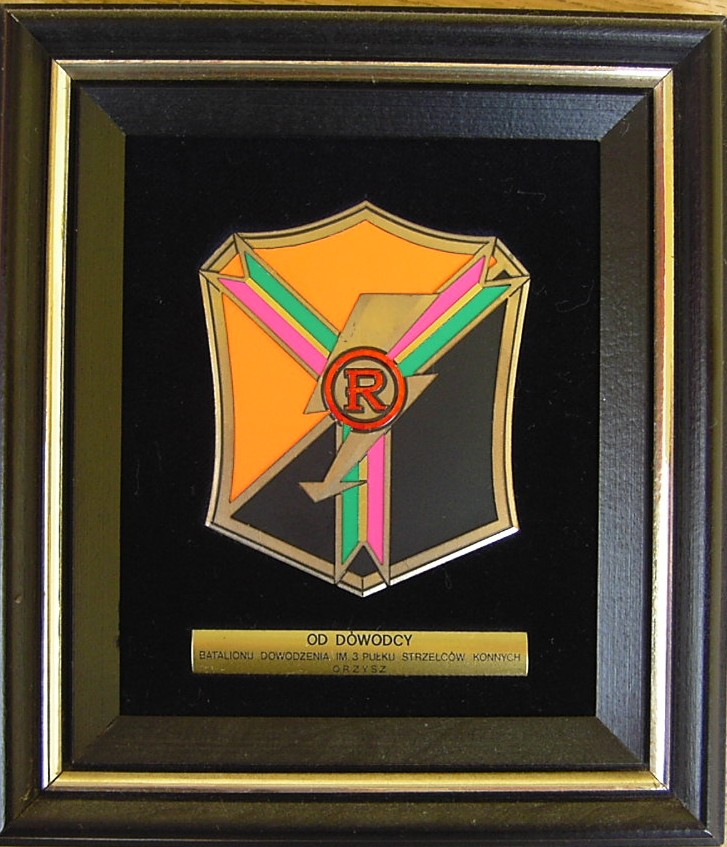
batalion dowodzenia
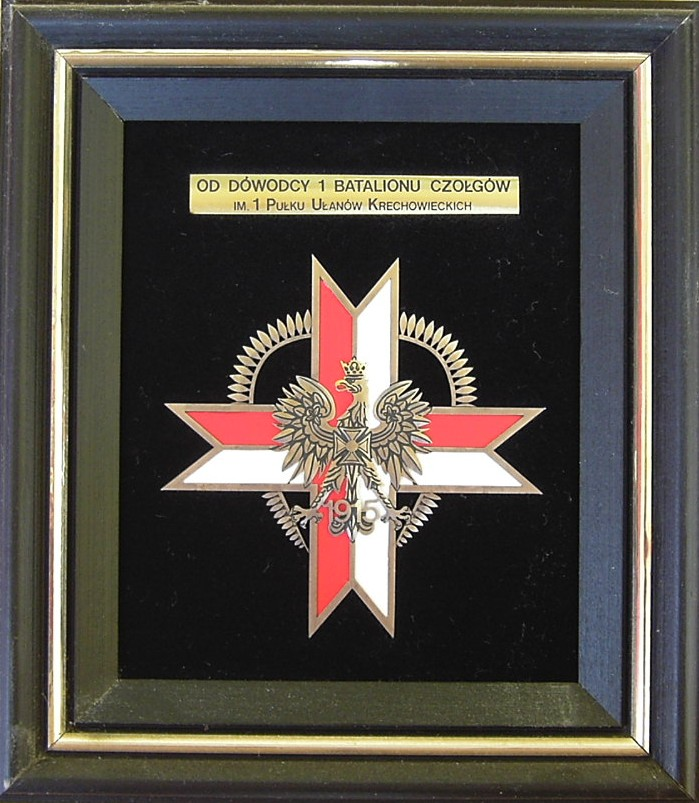
1 batalion czołgów
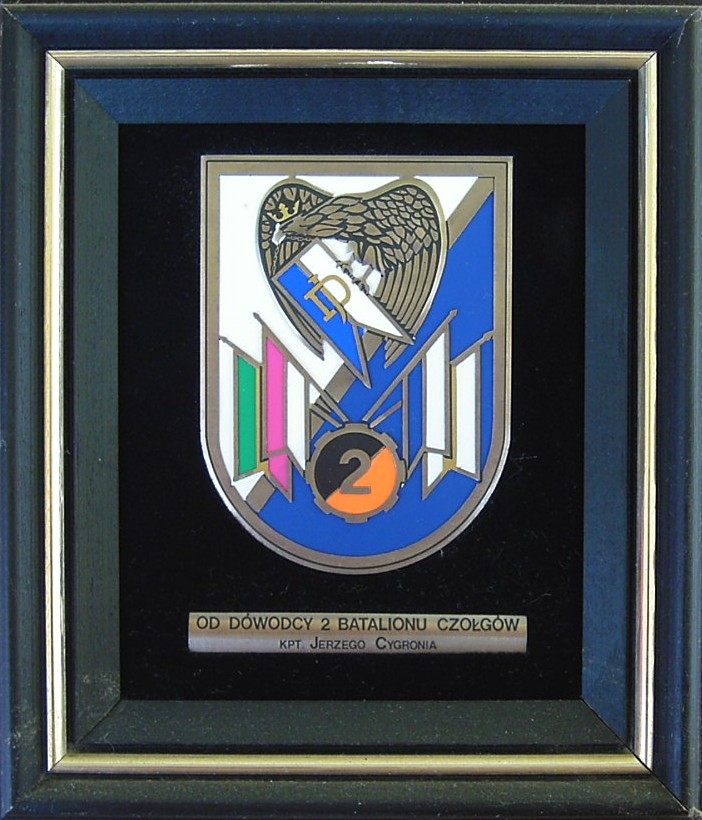
2 batalion czołgów
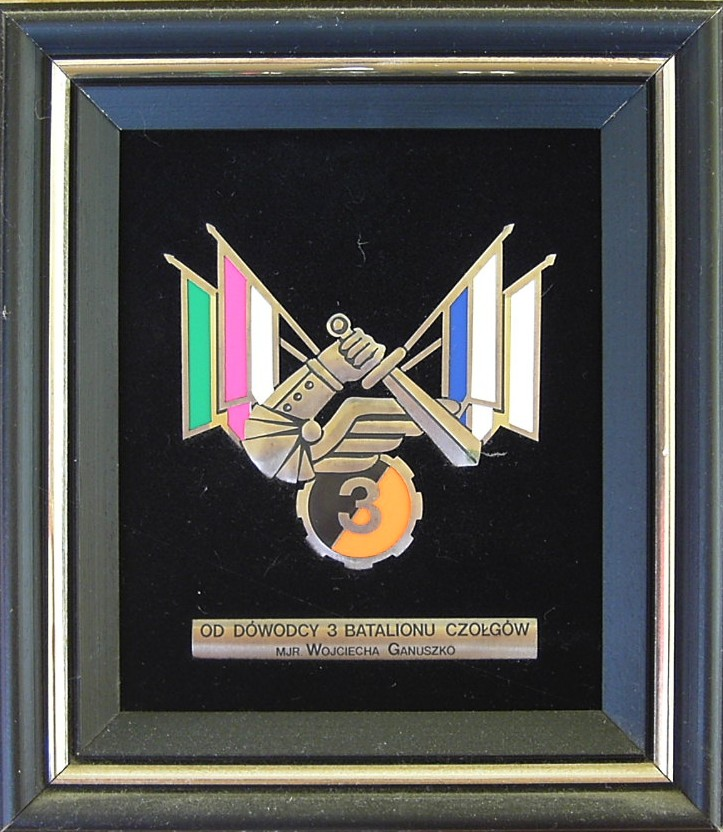
3 batalion czołgów
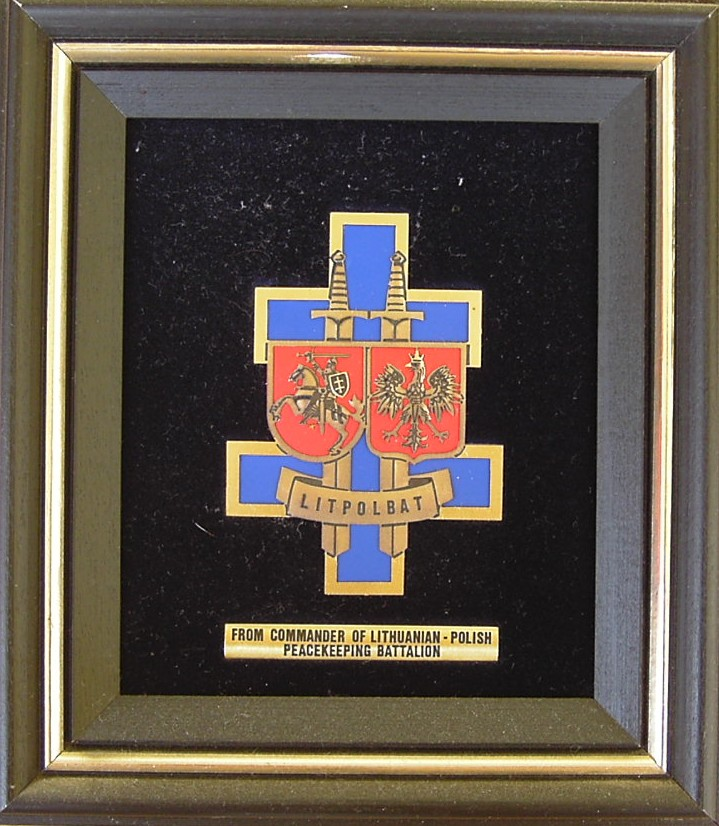
batalion zmechanizowany
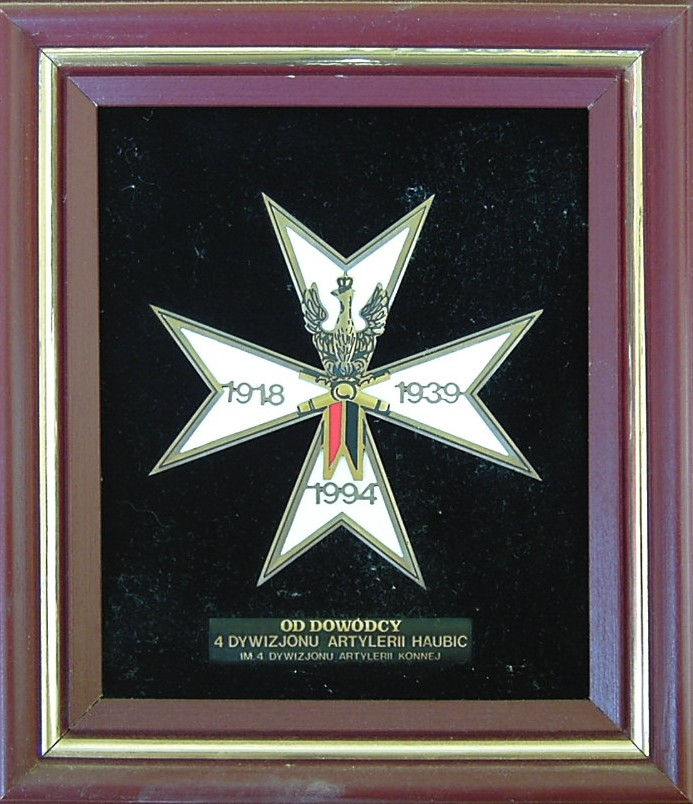
dywizjon artylerii samobieżnej

## Uzbrojenie
- czołgi średnie T-55AM
- bojowe wozy piechoty BWP-1
- haubice ciągnione 122 mm haubica wz. 38/85
- armaty przeciwlotnicze ZU-23-2
- opancerzone samochody rozpoznawcze BRDM-2

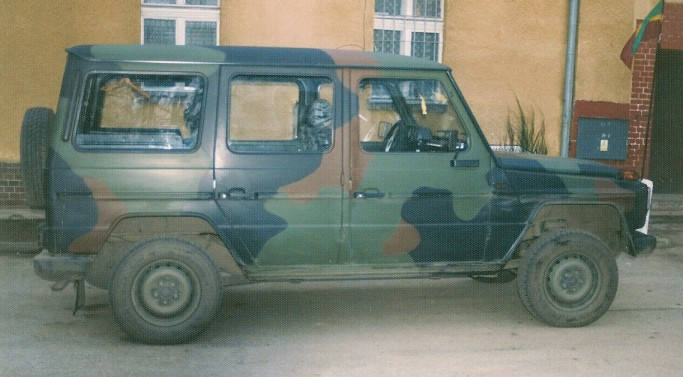
mercedes dowódcy brygady
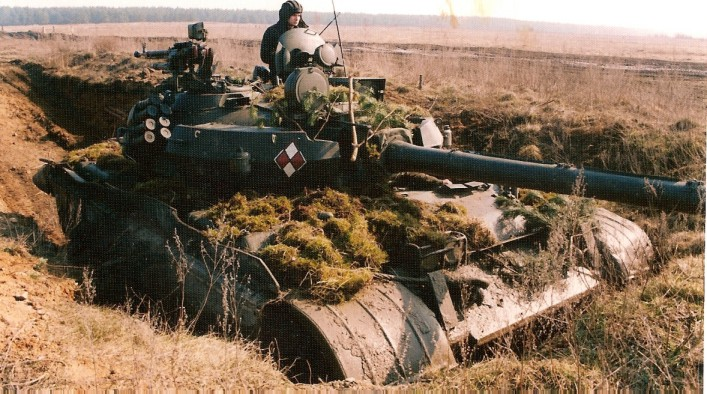
czołg 1 batalionu
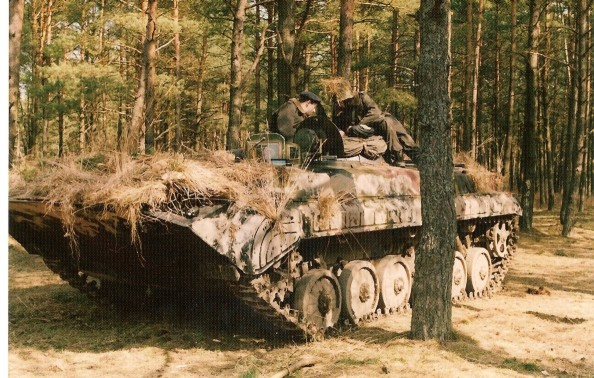
BWP Litpolbat-u
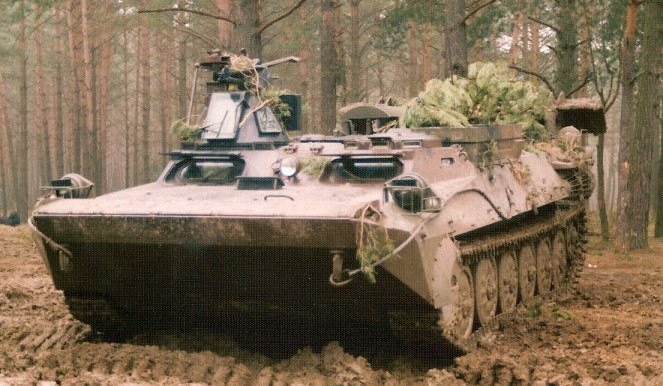
MTLB

## Dowódcy brygady
- ppłk Kazimierz Pałasz
- ppłk dypl. Roman Chojecki
- płk dypl. Sylwester Giszczak
- ppłk dypl. Mirosław Szyłkowski